# Фимбульветр
Фимбульветр (также Фимбул(ь)винтер, норв. , дат. и швед. Fimbulvinter, нем. Fimbulwinter; дословно — «великанская зима») — апокалиптическая трёхлетняя зима, в германо-скандинавской мифологии, предшествующая Рагнарёку.
Зима Фимбульветр наступила после смерти Бальдра и длилась вплоть до самой битвы на поле Вигрид.

Сначала наступит трёхгодичная «великанская зима» Фимбульветр с жестокими морозами и свирепыми ветрами. Один волк проглотит солнце, другой похитит месяц. Звёзды упадут с неба. От землетрясений загудит и задрожит ясень Иггдрасиль. Вода зальёт землю, потому что перевернётся в море Мировой змей Ёрмунганд. Расколется небо, и появится войско сынов Муспелля. Во главе этого войска великан Сурт со своим мечом, свет от которого ярче, чем от солнца. Поскачут они по мосту Биврёст, и мост под ними провалится…— В. И. Щербаков, «Асгард — город богов»
Приход Фимбульветра будет сопровождаться многочисленными распрями и вооружёнными конфликтами, которые будут происходить даже между ближайшими родственниками.
В «Речах Вафтруднира» (Vafþrúðnismál), входящих в состав Старшей Эдды, Один задаёт вопрос о том, кто из человечества переживёт Фимбульветр, и Вафтруднир отвечает, что выживут, укрывшись в роще Ходдмимир, два человека — Лив и Ливтрасир, которые вновь дадут начало человеческому роду.
Некоторые исследователи отмечают, что трёхлетняя зима Фимбульветр приведёт к тому, что все моря промёрзнут до дна, и Нагльфар, освобождённый из Царства Хель потопом, вызванным Ёрмунгандом, в результате не приплывёт на поле Вигрид для последней битвы против асов, а приедет туда по льду, как на санях.
По мнению ряда климатологов, в основе легенды о Фимбульветр лежит резкое похолодание VII в. до н. э., положившее конец скандинавскому бронзовому веку с его тёплым и мягким климатом.
В Швеции, Дании и Норвегии термин Fimbulvinter используется в разговорной речи для обозначения особенно суровой зимы.

## Отсылки в искусстве
В серии книг Джорджа Р. Р. Мартина «Песнь льда и огня» (а также в сериале HBO «Игра престолов») действия разворачиваются в период наступления Великой зимы, пробуждающей хтонические силы и угрожающей всему живому. Во втором романе серии «Битва королей» мейстеры объявляют о конце лета, которое длилось десять лет, два месяца и шестнадцать дней — самое долгое лето на памяти живущих. В вымышленном мире Вестероса его должна будет сменить такая же долгая зима. В экстремальном случае зимой в Вестеросе может даже наступить Долгая Ночь, когда солнце не всходит годами. Впрочем, на памяти людей такое происходило только однажды.
Также долгая зима фигурирует в классическом английском фэнтези Клайва Льюиса «Лев, колдунья и платяной шкаф».